# Jackie Chan

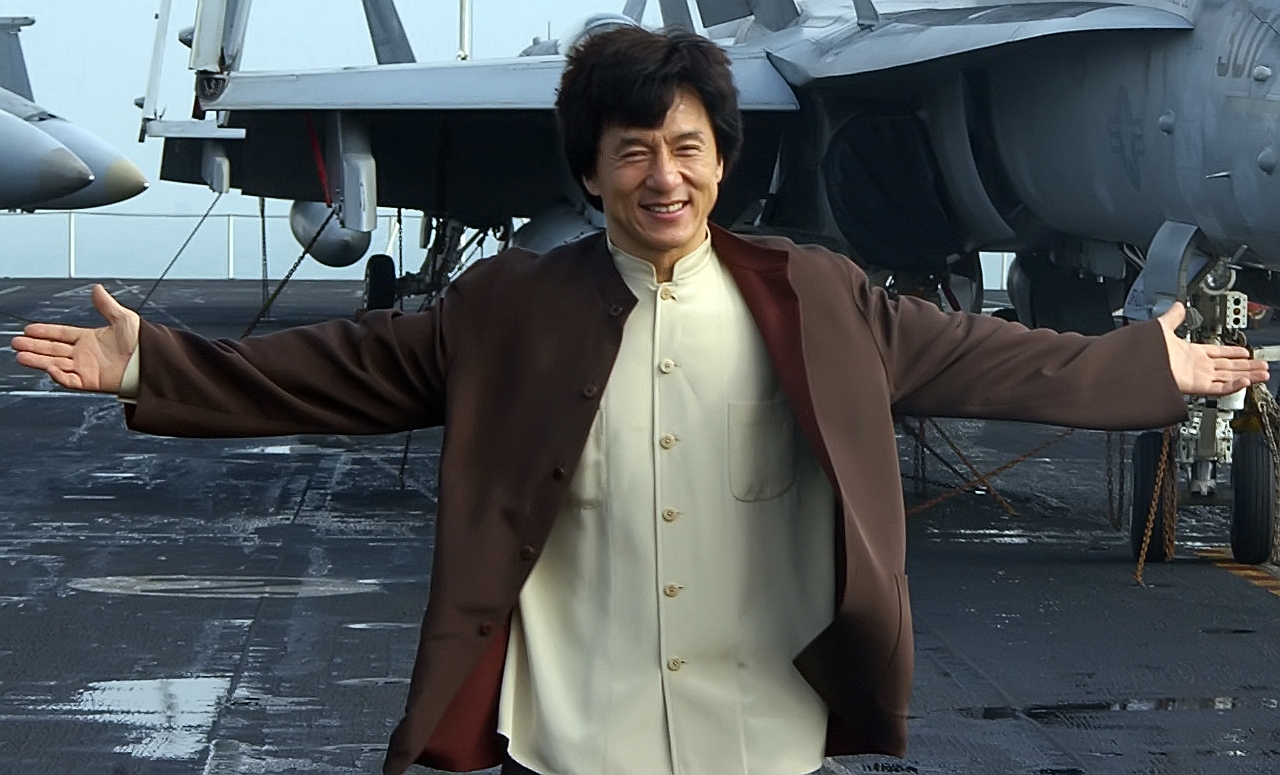
Jackie Chan na pokładzie startowym amerykańskiego lotniskowca USS Kitty Hawk (CV-63) (2 grudnia 2002)

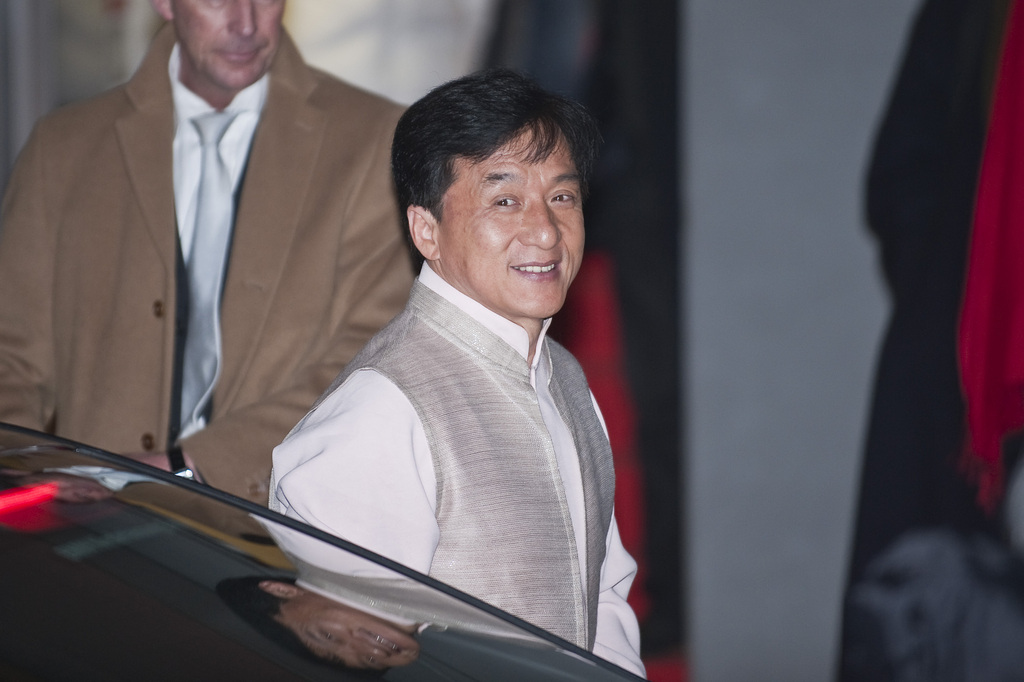
Jackie Chan w Berlinie podczas Międzynarodowego Festiwalu Filmowego (2010)

Jackie Chan SBS OBE PMW, kant. Sing Lung, mand. Chéng Lóng, pierw. Chan Kong-sang, 陳港生, pinyin Chén Gǎngshēng (ur. 7 kwietnia 1954 na Wzgórzu Wiktorii, w Victorii) – hongkoński aktor, reżyser, scenarzysta, producent filmowy, kaskader, muzyk, przedsiębiorca i komik, ambasador dobrej woli UNICEF.
W 2016 zajął 23. miejsce na liście najlepiej zarabiających celebrytów dwutygodnika „Forbes”. Zajął także drugie miejsce na liście najlepiej zarabiających aktorów tego dwutygodnika.
4 października 2002 otrzymał własną gwiazdę w Alei Gwiazd w Los Angeles znajdującą się przy 6801 Hollywood Boulevard.

## Życiorys

### Wczesne lata
Urodził się na Wzgórzu Wiktorii, jednym z pierwszych osiedli miejskich Hongkongu, w Victorii w Chinach, jako syn Lee-Lee i Charlesa Chanów, którzy pracowali w ambasadzie francuskiej; ojciec jako kucharz, a matka jako gospodyni. Rodzice nadali mu na imię Chan Kong-Sang (co oznacza: „urodzony w Hongkongu”). Kiedy miał 7 lat, jego rodzice przenieśli się do Australii, aby znaleźć nowe miejsca pracy w ambasadzie amerykańskiej. Ćwiczył kung-fu od najmłodszych lat. W wieku siedmiu lat uczęszczał do Chinese Opera Institute (COI) z internatem. Przez następne 10 lat Chan studiował sztuki walki, pantomimę, dramat, taniec, akrobacje i śpiew. Nauka i ćwiczenia trwały 19 godzin dziennie. Poznał tam Sammo Hunga i Yuena Biao. Był poddany surowej dyscyplinie, w tym karom cielesnym za słabe wyniki.

### Kariera filmowca
W wieku ośmiu lat podczas pobytu w Chińskiej Akademii Dramatu wraz z jej członkami, zadebiutował w hongkońskim filmie Big and Little Wong Tin Bar (1962) i pojawił się w wielu filmach muzycznych. Następnie wystąpił w grupie The Seven Little Fortunes.
W 1971 zagrał główną rolę w filmie Guang dong xiao lao hu. Nie zagrał w nim jednak do końca z powodu cięć budżetowych. W 1972 nawiązał współpracę z Bruce’em Lee. Wystąpił w dwóch filmach (m.in. w Wejściu smoka) jako kaskader i statysta.
Jackie Chan zagrał w kilkunastu niskobudżetowych produkcjach m.in. w Hua fei man cheng chun w 1975, gdzie brał udział w scenie erotycznej. W 1976 na planie filmowym Ręki śmierci Johna Woo został zauważony przez reżysera Lo Weia. Wyjechał do pracy do Australii. Pracował w restauracji, gdzie otrzymał przydomek „Jackie”. W tym czasie współpracownik Lo Weia zaproponował mu pracę aktora. Chan wrócił do Hongkongu i zaczął być rozpoznawany. Nawiązał współpracę z Yuenem Woo-pingiem, u którego w 1978 zagrał w dwóch filmach: Wąż i cień orła oraz Pijany mistrz.
W 1979 wyreżyserował film Nieustraszona hiena, w którym pokazał zarówno kunszt walk kung-fu, jak i talent komediowy. Następnie wyjechał do Stanów Zjednoczonych, ale szybko wrócił do Hongkongu, gdzie zaczął śpiewać. W 1984 został wydany jego drugi studyjny album Love Me, który zdobył uznanie krytyków. W następnych latach nagrywał kolejne albumy studyjne. W 1990 wystąpił w filmie Więzień. Zagrał w filmach: Draka w Bronksie i Jackie Chan: Pierwsze uderzenie.
W 2008 odbyła się premiera filmu Zakazane królestwo, w którym zagrał m.in. wraz z Jetem Li. W 2010 roku został wydany remake filmu Karate Kid o tym samym tytule, gdzie Chan zagrał m.in. wraz z Jadenem Smithem.
W 2011 film Xinhai geming był promowany jako setny film Jackiego Chana.
W 2012 podczas pobytu w Cannes zapowiedział zakończenie kariery w filmach akcji.

### Kariera przedsiębiorcy
Prowadzi kilkanaście restauracji i firm, jest również założycielem studia dystrybucyjnego i produkcyjnego JCE Movies Limited.

### Działalność charytatywna
W 1993 przekazał 2 miliony dolarów na cele charytatywne fundacji Operation Smile.
W 2004 w Hongkongu zainicjował w Victoria Park organizację wystawy okręgu United Buddy Bears promującej pokój na świecie. Podczas otwarcia wystawy przekazał na ręce przedstawicieli UNICEF oraz innych organizacji pomagających dzieciom czeki na łączną sumę 4,14 miliona dolarów hongkońskich. Wystawa odwiedza od tego czasu metropolie na wszystkich kontynentach.

## Życie prywatne
W 1982 ożenił się z Lin Feng-jiao, z którą ma syna Jaycee.

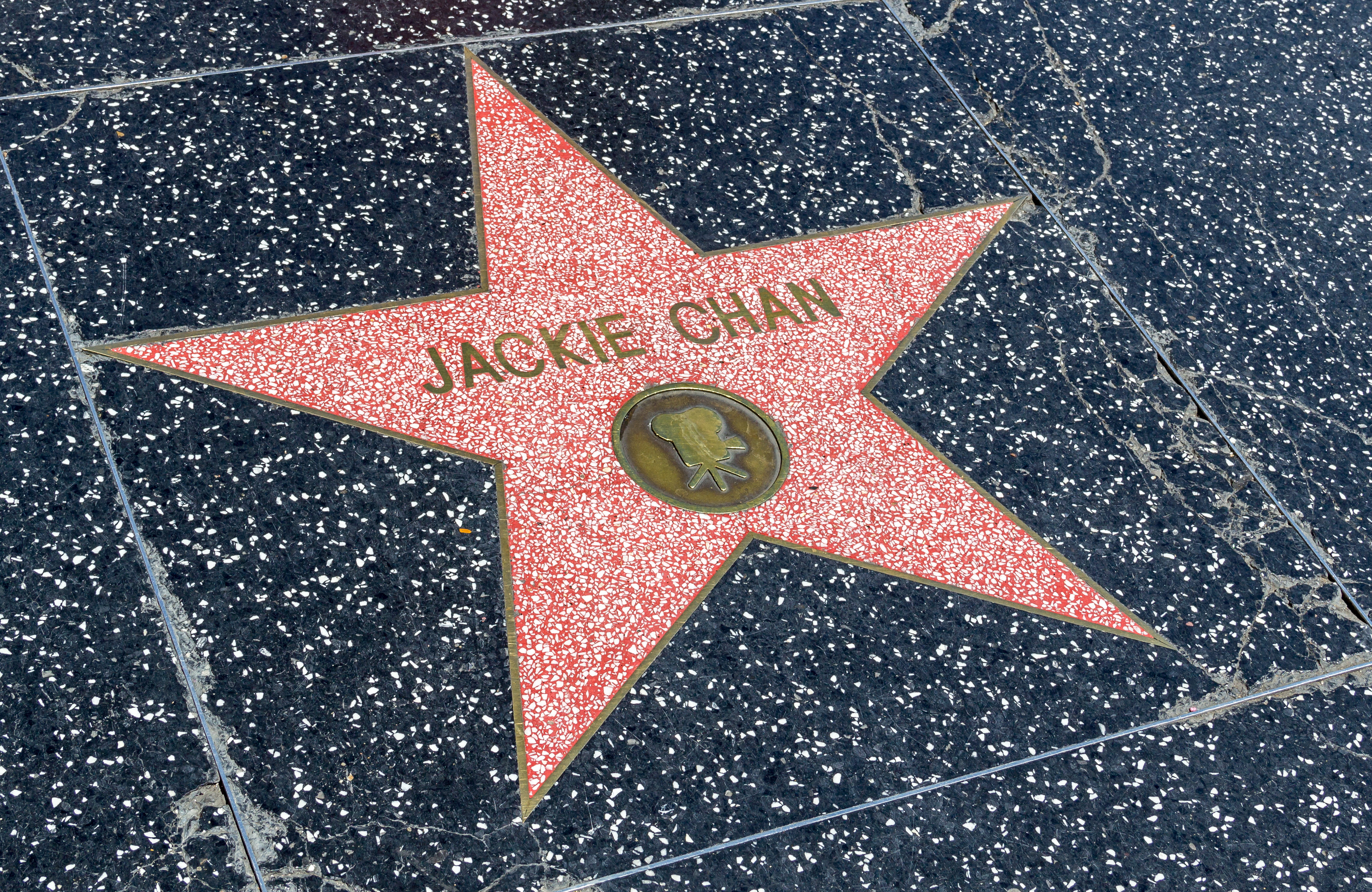
Gwiazda Jackiego Chana na alei gwiazd w Hollywood

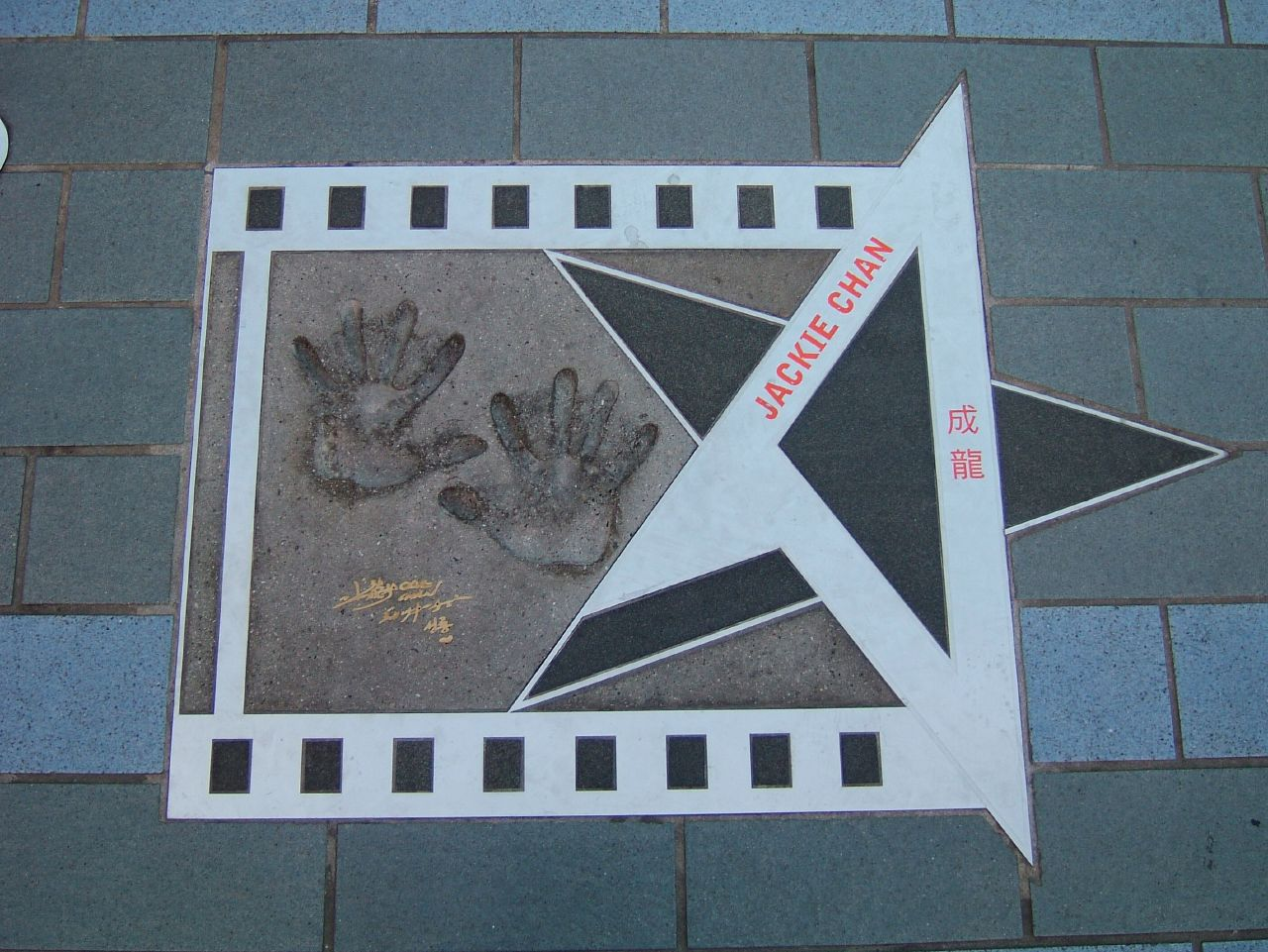
Gwiazda Jackiego Chana na alei gwiazd w Hongkongu

## Nagrody i nominacje
| Rok  | Nagroda                   | Kategoria                             | Film                                          | Inni wykonawcy                              | Rezultat  |
| ---- | ------------------------- | ------------------------------------- | --------------------------------------------- | ------------------------------------------- | --------- |
| 1982 | Hong Kong Film Award      | Najlepsza akcja choreograficzna       | Król smoków (1982)                            | Hark-On Fung i Yuen Kuni                    | Nominacja |
| 1985 | Hong Kong Film Award      | Najlepszy aktor                       | Projekt A (1983)                              | –                                           | Nominacja |
| 1986 | Hong Kong Film Award      | Najlepszy reżyser                     | Policyjna opowieść (1986)                     | –                                           | Nominacja |
| 1986 | Hong Kong Film Award      | Najlepszy aktor                       | Serce smoka (1985), Policyjna opowieść (1985) | –                                           | Nominacja |
| 1989 | Hong Kong Film Award      | Najlepsze zdjęcia                     | Yin ji kau (1987)                             | –                                           | Wygrana   |
| 1990 | Hong Kong Film Award      | Najlepszy aktor                       | Czyniący cuda (1989)                          | –                                           | Nominacja |
| 1993 | Hong Kong Film Award      | Najlepszy aktor                       | Policyjna opowieść 3: Superglina (1992)       | –                                           | Nominacja |
| 1994 | Hong Kong Film Award      | Najlepszy aktor                       | Przestępcza opowieść (1993)                   | –                                           | Nominacja |
| 1994 | Hong Kong Film Award      | Najlepsza akcja choreograficzna       | Przestępcza opowieść (1993)                   | –                                           | Nominacja |
| 1996 | Hong Kong Film Award      | Najlepszy aktor                       | Draka w Bronksie (1995)                       | –                                           | Nominacja |
| 1996 | Hong Kong Film Award      | Najlepsza akcja choreograficzna       | Draka w Bronksie (1995)                       | –                                           | Wygrana   |
| 1997 | Hong Kong Film Award      | Najlepszy aktor                       | Jackie Chan: Pierwsze uderzenie (1996)        | –                                           | Nominacja |
| 1999 | Hong Kong Film Award      | Najlepszy aktor                       | Zgadnij, kim jestem? (1998)                   | –                                           | Nominacja |
| 1999 | Hong Kong Film Award      | Najlepsza akcja choreograficzna       | Zgadnij, kim jestem? (1998)                   | –                                           | Wygrana   |
| 2000 | Hong Kong Film Award      | Najlepsza akcja choreograficzna       | Wspaniały (1999)                              | grupa Jackie Chan Stunt Team                | Nominacja |
| 2005 | Hong Kong Film Award      | Nagroda za profesjonalne osiągnięcie  | –                                             | –                                           | Wygrana   |
| 2005 | Hong Kong Film Award      | Najlepszy aktor                       | Nowa policyjna opowieść (2004)                | –                                           | Nominacja |
| 2005 | Golden Rooster Award      | Najlepszy aktor                       | Nowa policyjna opowieść (2004)                | –                                           | Wygrana   |
| 2006 | Hong Kong Film Award      | Najlepsza akcja choreograficzna       | Mit (2005)                                    | Stanley Tong/grupa Jackie Chan Stunt Team   | Nominacja |
| 2006 | Hong Kong Film Award      | Najlepsza oryginalna piosenka filmowa | Mit (2005)                                    | Kim Hee-sun                                 | Nominacja |
| 2007 | Hong Kong Film Award      | Najlepsza akcja choreograficzna       | Niania w akcji (2006)                         | Chung Chi Li i grupa Jackie Chan Stunt Team | Nominacja |
| 2013 | Hong Kong Film Award      | Najlepsza akcja choreograficzna       | Chiński zodiak (2012)                         | He Jun                                      | Wygrana   |
| 2016 | Hong Kong Film Award      | Najlepsza akcja choreograficzna       | Wojna imperiów (2015)                         | grupa Jackie Chan Stunt Team                | Nominacja |
| 2016 | Nagroda Akademii Filmowej | Oscar Honorowy                        | –                                             | –                                           | Wygrana   |